# Nikolai Alexandrowitsch Zytowitsch
Nikolai Alexandrowitsch Zytowitsch (russisch Николай Александрович Цытович; * 13. Maijul. / 26. Mai 1900greg. im Dorf Mchinitschi, Ujesd Tscherikow, oder im Dorf Bel, Ujesd Gomel; † 26. April oder 26. August 1984 in Moskau) war ein sowjetischer Geotechniker, Geokryologe und Hochschullehrer.

## Leben
Den Schulbesuch schloss der Lehrersohn Zytowitsch nach der Oktoberrevolution am Mstislawer Jungengymnasium 1918 ab. Im Bürgerkrieg arbeitete er als Physiklehrer.
Ab 1921 studierte Zytowitsch am Petrograder Institut für Bauingenieure mit Abschluss 1927 mit Auszeichnung. Als bester Absolvent kam er 1928 in die dreijährige Aspirantur des Instituts am Lehrstuhl für Festigkeitslehre. Er wurde mit dem Begründer der sowjetischen Permafrostforschung und Geokryologie Michail Sumgin bekannt, mit dessen Unterstützung er ein Permafrost-Laboratorium für Bodenkunde und Bodenmechanik zur Untersuchung der Eigenschaften von Permafrostböden einrichtete. Er prüfte erstmals das Verhalten von Permafrostproben unter kurzzeitigen Belastungen und wies die Abhängigkeit von Zusammensetzung, Feuchtigkeit und Temperatur nach. Er veröffentlichte 1928 seine erste Monographie über die Berechnung von Fundamenten auf Permafrostböden. 1930 wurde er auf Empfehlung Wladimir Wernadskis und Michail Sumgins in die Kommission für Erforschung der Permafrostböden als ständiges Mitglied berufen. Er verteidigte 1931 seine Dissertation über die Spannungsverteilung in Böden unter örtlich ungleichmäßiger Belastung mit Erfolg für die Promotion zum Kandidaten der technischen Wissenschaften.
Ab 1931 lehrte Zytowitsch am nun Leningrader Institut für Bauingenieure als Assistent am Lehrstuhl für Theoretische Mechanik und Werkstofffestigkeit. 1934 wurde er Dozent am Lehrstuhl für Gründung und Fundamente. Mit Sumgin schuf er 1937 das grundlegende Werk über die Grundlagen der Bodenmechanik von Permafrostböden, das in mehrere Sprachen übersetzt wurde und die Entwicklung der Geokryologie im In- und Ausland beschleunigte.
Im allrussischen offenen Stellenwettbewerb gewann Zytowitsch 1940 die Professur des Lehrstuhls für Bodenkunde und Bodenmechanik der nach A. A. Schdanow benannten Universität Leningrad. Im selben Jahr veröffentlichte er das grundlegende Werk über Bodenmechanik, das er nach Überarbeitung als Doktor-Dissertation im Leningrader Institut für Transportingenieure erfolgreich für die Promotion zum Doktor der technischen Wissenschaften verteidigte.
Im Deutsch-Sowjetischen Krieg lehrte Zytowitsch im blockierten Leningrad ab 1942 Bodenmechanik an der Technischen Hochschule für Militäringenieure. Er führte Spezialaufträge in Archangelsk (1943) und Sewastopol (1944) aus. Er wurde 1943 zum Korrespondierenden Mitglied der Akademie der Wissenschaften der UdSSR (AN-SSSR) gewählt. Auch organisierte er 1945 den neuen Lehrstuhl für Bodenmechanik im Leningrader institut für Bauingenieure und leitete ihn. Im Auftrag des Präsidiums der AN-SSSR organisierte er ab 1947 die Jakutische Filiale der AN-SSSR und wurde 1952 der erste Vorsitzende des Präsidiums dieser Filiale.
Zytowitsch wurde 1949 nach Moskau an das W.-A.-Obrutschew-Institut für Permafrostkunde der AN-SSSR berufen, um als wissenschaftlicher Vizedirektor des Instituts das Zentrale Forschungslaboratorium für Physik und Mechanik der Permafrostböden zu leiten. Ab 1951 war er Akademie-Sekretär der Abteilung für Geologische und Geographische Wissenschaften der AN-SSSR (bis 1953). Daneben leitete er ab 1951 den Lehrstuhl für Mechanik der Böden, Baugründe und Fundamente des nach W. W. Kuibyschew benannten Moskauer Instituts für Bauwesen (MISI). Am Lehrstuhl richtete er das Forschungslaboratorium für Theoretische und Angewandte Bodenmechanik im Bauwesen ein. Einer seiner Schüler war Sawen Ter-Martirosjan. Von 1964 bis 1973 leitete er auch das Laboratorium für Mechanik der Permafrostböden des Moskauer Allunionsinstituts für Gründungen und Fundamente.
Das Präsidium der AN-SSSR berief Zytowitsch 1956 in das neue Nationale Komitee für Theoretische und Angewandte Mechanik der UdSSR, nachdem er in diesem Jahr zum Vollmitglied der AN-SSSR gewählt worden war. Er war ab 1957 Präsident der Nationalen Assoziation der UdSSR der International Society for Soil Mechanics and Geotechnical Engineering (ISSMGE) und ab 1978 Ehrenvorsitzender der Assoziation.
Zytowitsch war mit Alla Jawein (* 1902, Tochter des Arztes Georgi Juljewitsch Jawein und der Ärztin und Frauenrechtlerin Polyxena Schischkina-Jawein) verheiratet und hatte die Söhne Wadim (1929–2015, Theoretischer Physiker) und Gleb (1931–2014, Architekt).
Zytowitsch starb am 26. April oder August 1984 in Moskau und wurde auf dem Wwedenskoje-Friedhof begraben.

## Ehrungen, Preise
- Orden des Roten Sterns (22. Mai 1945, 10. Dezember 1945)[3]
- Medaille „Sieg über Deutschland“ (1945)[9]
- Stalinpreis (1950)[5]
- Leninorden (1953, 1970)[5]
- Orden der Oktoberrevolution[4]
- Orden des Roten Banners der Arbeit (dreimal)[4]
- Ehrenzeichen der Sowjetunion[3]
- Verdienter Wissenschaftler und Techniker der RSFSR (1969)
- Held der sozialistischen Arbeit mit Leninorden und Goldmedaille Hammer und Sichel (1980)[4][5]